# Marbleton
Marbleton – miasto w Stanach Zjednoczonych, w stanie Wyoming, w hrabstwie Sublette.